# Jesse Marcel
Jesse Antoine Marcel (Houma, Louisiana, 1907. május 27. – Houma, 1986. június 24.) az Amerikai Egyesült Államok Légierejének néhai tisztje őrnagyi rangban. Neve elsősorban a Roswelli ufóval kapcsolatban ismert.

## Élete
Louisianai francia családban született Theodule Marcel és Adelaide Bergeron fiaként Houma városának Terrebonne Parish nevezetű részében. Édesanyja, Adelaide több mint 47 éves volt, amikor fiát világra hozta. Összesen három bátyja (Paul, Willey, Dennis) és öt nővére volt (Armentine, Guidry, Lucy, Louis és Jennie). Szülővárosában végezte felsőfokú tanulmányait. Műszaki rajzolóként dolgozott a louisianai közlekedésügyi osztályon, majd a hadsereg műszaki részlegénél, majd pedig egy olajkutató cégnél. Foglalkozott továbbá légifelvételekkel történő térképezéssel is.
Felesége a szintén louisianai születésű Viaud Abrams volt.
1925-ben belépett a Nemzeti Gárdába és 1928-ig Louisianában, majd 1936-tól 1939-ig Texasban szolgált. A második világháború kitörésekor feleségével és fiával, az ifjabb Jessevel Houstonban élt. 1942 márciusában Jesse Marcel belépett a légierő kötelékébe és hadnagyi rangot nyert. A háborúban mint felderítő teljesített szolgálatot. 1943 októberében saját kérésére harcoló egységekhez rendelték és a csendes-óceáni hadszíntérre vezényelték, a Japán ellen vívott háborúba. Marcel a Fülöp-szigetek fölött zajló légiösszecsapásokban is részt vett. Érdemeiért a légierő kitüntette és kapitányi rangra emelte. A háború vége felé, 1945 májusában már őrnagyi tisztségben állt.
A japánok elleni háború még nem ért ugyan véget, de Marcel akkorra már hazatért az Államokba és továbbra is a légierőnél szolgált, mint felderítő és radarkezelő. 1946 januárjában kapta legújabb kinevezését Új-Mexikóba, a roswelli 509-es számot viselő légibázisra.

### Az eset
Marcelt július 8-án értesítették a seriff irodájából, hogy a város mellett élő William Brazel nevű gazda behozott néhány ezüstszínű, fémnek tűnő darabot, amiket szétszóródva talált a tanyája melletti földterületen. Brazel és a seriff úgy gondolták, hogy talán a légibázis valamelyik gépéről lehet szó, ezért hívták fel Marcel őrnagyot. Marcel elment és saját maga nézett körbe Brazel földjén. 
Az esetet jelentette feletteseinek, akik katonákat küldtek ki és a roncsdarabokat összeszedték. Mivel pletykák kezdtek keringeni nemcsak az emberek körében, de a sajtóban is, amelyek között volt szó repülőcsészealjról, rakétáról, repülőgépről, szovjet gépről egyaránt, ezért a légierő tisztjei hivatalos közleményt adtak ki, hogy lecsillapítsák az embereket. Marcel személyesen vett részt a sajtótájékoztatón és bemutatta a roncsdarabokat az újságíróknak Roger Ramey tábornokkal. Ramey és Marcel azt magyarázta, hogy közönséges időjárási szondáról van szó, amely a légballon segítségével repült, mígnem lezuhant Brazel farmja mellett. Az ügyet lezártnak tekintették és három évtizedig nem is foglalkoztak vele.

### Marcel további élete
1948 augusztusában Marcel átkerült a légierő atomenergetikai részlegéhez. Mivel édesanyja, aki ekkor már közel kilencven éves volt, odahaza megbetegedett és ellátásra szorult, s ezt nővére nem tudta végezni, ezért Marcel 1949 januárjában otthagyta a légierőt és visszatért Louisianába, ahol elektromechanikai műszerészként dolgozott tovább (tévé- és rádiószereléssel foglalkozott). A légierő tartalékos állományba küldte és még évekig járadékot folyósított neki. Teljes nyugállományba 1958-ban vonult. Életét szülőhelyén fejezte be 1986-ban. Sírja Terrebbonne városrész Matherne nevű temetőjében van.
Fia, az ifjabb Jesse, akinek annak idején szintén megmutatta a roncsok néhány darabját, 2013. augusztus 26-án, 77 éves korában halt meg. Ő volt a roswelli eset utolsó közvetlen szemtanúja.

## Marcel nyilatkozata
Amikor 1978-ban újra téma tárgyává vált a roswelli eset és a kutatók annak lehetőségét boncolgatták, hogy egy földönkívüli űrjármű zuhanhatott le Új-Mexikóban. Marcel is színrelépett és nyilatkozatot tett az akkor történtekről. Mind a kutatóknak, mind más, a téma iránt érdeklő személyeknek, így filmeseknek is részletesen beszámolt arról, amit akkor látott. Marcel azt állította, hogy neki már elég sok tapasztalata volt akkoriban a repülőjárművekről és más repüléssel kapcsolatos technikai eszközökről, de szerinte a Brazel-földdarabon fellelt törmelékek semmiképp sem voltak repülőgép vagy ballon darabjai, mivel azokat felismerte volna.
Marcel azt állította, hogy a roncsdarabok különös fizikai tulajdonságokkal bírtak, s némelyiknek a formája is igen szokatlan volt. Egyes darabokat leginkább fához tudta volna hasonlítani, némelyik másik roncsdarabon pedig feliratokat, vagy annak tűnő jeleket is látott. Marcel ugyanakkor azt is állította, hogy a sajtótájékoztatón a Brazelnél talált roncsokat mutatták be, pontosabban azokat próbálták másképp megmagyarázni az újságírók előtt. Később Marcel módosított a kijelentésén és azt állította, hogy a tájékoztatón készült fotókon nem a roswelli roncsok vannak. Amellett viszont végig kitartott, hogy magát az állítólagos űrhajót és a lények holttesteit, akik a járművet vezették, sohasem látta, így arról sejtelme se volt, miképp néztek ki.
Marcel szavait konkrét bizonyítékok a mai napig nem támasztják alá. A roswelli ufó történetét azóta már amúgy is jelentősen eltorzították és különféleképpen adták elő különböző szerzők, újságírók, filmesek és bloggerek, sőt a legtöbb állítólagos szemtanú szavahihetősége, akik Marcellel egyidőben jelentkeztek, igen hamar megkérdőjeleződött. Az Egyesült Államok hadserege a mai napig kitart amellett, hogy semmilyen földönkívüli szerkezetet nem találtak Roswell térségében 1947. nyarán, így a hadsereg vezetői a maguk részéről lezártnak tekintik az ügyet, míg Jesse Marcel nyilatkozatát nem kommentálják.
Marcelnek a nyilatkozatából semmilyen anyagi haszna nem származott, és állítása szerint személyes okokból döntött úgy, hogy elmondja mindezt.